# Hebeiornis
Hebeiornis is een geslacht van uitgestorven vogels uit het Vroeg-Krijt van het huidige China, behorend tot de Enantiornithes. De enige benoemde soort is Hebeiornis fengningensis.

## Vondst en naamgeving
De naamgevingsgeschiedenis van Hebeiornis is van een grote complexiteit. Het blijft controversieel wat de correcte naam is van het taxon. In 1999 beschreven Xu Guilin, Yang Youshi en Deng Shaoyeng een Hebeiornis fengningensis Yan 1999 die zij als een genus nova et species nova aanduidden. Een voorafgaande publicatie van enige 'Yan' is onbekend; het zou om een dissertatie kunnen gaan. Meestal wordt ervan uitgegaan dat Xu, Yang en Deng de naamgevers zijn. De naam verbindt de provincie Hebei met een Oudgrieks ornis, 'vogel'. In feite werd de naam gespeld als Hebeiorins maar dat is een lapsus calami die later geëmendeerd is. De soortaanduiding verwijst naar de vindplaats in de prefectuur Fengning. Een inventarisnummer van het holotype werd niet gegeven, wel een foto. Het artikel verscheen in een obscure publicatie en was nogal amateuristisch van inhoud zodat de naam in het Westen weinig aandacht kreeg.
In 2004 benoemden en beschreven Zhang Fucheng, Per Ericson en Zhou Honghe de soort Vescornis hebeiensis. De geslachtsnaam is afgeleid van het Latijn vescus, 'dun', een verwijzing naar de dunne eerste vinger, en het Grieks ornis. De soortaanduiding verwijst naar de vindplaats in Hebei. Het holotype is NIGP 130722, een vrijwel compleet skelet met schedel van een jong dier gevonden in de Qiaotouafzetting van de Huajiyingformatie die dateert uit het vroege Aptien, ongeveer 125 miljoen jaar oud.
In 2006 ontdekte Michael Mortimer dat de foto afgebeeld in het artikel uit 1999 dat Hebeiornis beschreef hetzelfde exemplaar liet zien als het holotype van Vescornis. Dat maakt Vescornis een objectief jonger synoniem van Hebeiornis welke naam dus prioriteit heeft. Het is wel geprobeerd Hebeiornis af te doen als een nomen nudum maar het artikel uit 1999 bevat een beschrijving met kenmerken die het taxon pogen te onderscheiden en dus is de naam geldig. Verschillende onderzoekers spreken sindsdien van Hebeiornis; anderen blijven echter Vescornis gebruiken.
De zaak wordt verder gecompliceerd doordat Hebeiornis/Vescornis identiek zou kunnen zijn aan in dezelfde lagen gevonden Jibeinia waarvan echter het holotype zoek is.

## Beschrijving
Het holotype is ongeveer 125 millimeter lang. Het gewicht ervan is geschat op vijftig gram. Het gaat echter om een jong dier.
In 2004 werden enkele onderscheidende kenmerken gegeven. Het eerste kootje van de eerste vinger is gereduceerd en slank, minder dan half zo lang en breed als het tweede middenhandsbeen. De eerste en tweede handklauwen zijn klein en vrijwel rudimentair. In de schoudergordel is het ravenbeksbeen erg slank, bijna driemaal zo lang als breed.
Het dentarium draagt zes tanden. Er zijn acht sacrale wervels in het heiligbeen. De voerklauwen zijn sterk ontwikkeld wat zou duiden op een goed vermogen een tak vast te grijpen.

## Fylogenie
Vescornis werd in 2004 in de Euenantiornithes geplaatst.